# Minucius Rufus
Minucius Rufus was een Romeins legeraanvoerder aan het begin van de eerste eeuw na Chr. Uit een inscriptie, gevonden in Palmyra blijkt dat hij van ca. 14 tot 19 legatus legionis was van het Legio X Fretensis, een van de vier Romeinse legioenen die toentertijd in de provincia Syria gelegerd waren. Hij is daarmee de oudst bekende aanvoerder van dit legioen. Uit de inscriptie blijkt tevens dat Rufus door adoptie in de oude patricische gens Horatia was opgenomen, waaruit wel wordt opgemaakt dat hij uit Italië afkomstig was.